# Thérèse
Thérèse je francouzský životopisný film z roku 1986, který režíroval Alain Cavalier. Film byl uveden na filmovém festivalu v Cannes, kde získal Cenu poroty. Poté získal šest Césarů včetně Césara za nejlepší film. Snímek měl světovou premiéru na filmovém festivalu v Cannes dne 16. května 1986.

## Děj
Film velmi volně popisuje život karmelitánky Terezie z Lisieux, která zemřela na tuberkulózu v roce 1897 a před smrtí prožila duchovní zkoušku pochybností.

## Obsazení
| Catherine Mouchet     | Terezie z Lisieux              |
| Hélène Alexandridis   | Lucie                          |
| Aurore Prieto         | Céline Martin, sestra Thérèse  |
| Clémence Massart-Weit | převorka                       |
| Sylvie Habault        | Pauline Martin, sestra Thérèse |
| Nathalie Bernart      | Aimée                          |
| Mona Heftre           | Marie Martin, sestra Thérèse   |
| Beatrice de Vigan     | zpěvačka                       |
| Jean Pélégri          | pan Martin, otec Thérèse       |
| Pierre Maintigneux    | lékař                          |
| Jean Pieuchot         | biskup                         |
| Guy Faucon            | snoubenec Aimée                |
| Armand Meppiel        | papež                          |
| Joël Lefrançois       | mladý lékař                    |
| Ghislaine Mona        | řeholnice Marie                |
| Michel Rivelin        | Pranzini                       |
| Pierre Baillot        | kněz                           |
| Josette Lefèvre       | knihařka                       |

## Ocenění
- Filmový festival v Cannes: Cena poroty, Zvláštní uznání ekumenické poroty; zařazení do oficiálního výběru do soutěže o Zlatou palmu
- Cena Méliès
- César: vítěz v kategoriích nejlepší film, nejlepší režie (Alain Cavalier), nejlepší původní scénář nebo adaptace (Alain Cavalier a Camille de Casabianca), nejslibnější herečka (Catherine Mouchet), nejlepší kamera (Philippe Rousselot), nejlepší střih (Isabelle Dedieu); nominace v kategoriích nejlepší zvuk (Dominique Dalmasso a Alain Lachassagne), nejlepší kostýmy (Yvette Bonnay), nejlepší výprava (Bernard Evein), nejlepší plakát (Gilbert Raffin)
- Donatellův David: nominace na nejlepší zahraniční režii (Alain Cavalier), nejlepšího zahraničního producenta (Maurice Bernart)